# Assassinat de Théodore Jenny
L'assassinat de Théodore Jenny va ocórrer el 22 de febrer de 1920 a Sabadell. El 9 de maig de 1922 després de confessar sota tortures i d'un judici sense garanties, van ser executats amb el garrot vil a Barcelona els sabadellencs Victor Sabater i Martínez i Martí Martí i Colomer, acusats de l'assassinat de l'empresari alsacià de 82 anys.
Théodore Jenny Hermann, acompanyat de la seva família, havia arribat a Sabadell, l'any 1862, per tal de muntar tot el procés de filatura d'estam de la firma Cuadras i Feliu. Era el tècnic d'una empresa de construccions mecàniques de Mülhausen. En acabar la feina, sabent de la seva vàlua i coneixement de la filatura, va rebre l'oferta de la família Turull per fundar la seva empresa. I així va ser com monsieur Jenny, tal com se'l coneixia, es va associar amb els germans Pau Turull i Comadran i Enric Turull i Comadran i, l'any 1887, van crear una empresa que, amb els anys, va esdevenir en la societat Jenny i Turull, SL, coneguda com a Vapor de Ca la Daniela i dirigida aleshores pel seu fill Eugène. L'any 1917, Jenny apareixia al cens d'estrangers com a rendista.
Com en el cas de Sacco i Vanzetti electrocutats a Massachusetts el 23 d'agost de 1927, Victor Sabater i Martí i Martí Colomer, van acabar sent executats injustament acusats d'un assassinat que no havien comès i ambdós judicis no van tenir cap tipus de garantia. Però a diferència dels treballadors anarcosindicalistes dels Estats Units d'origen italià, Sabater i Martí, tot i que estaven afiliats a la Federació Local de Sindicats de Sabadell (FLS), adherida a la Confederació Nacional del Treball (CNT), no eren militants destacats dins del sindicalisme revolucionari. De fet, en el moment de l'assassinat, es trobaven a l'atur a causa dels constants tancaments d'empreses (lock-outs) i tenien antecedents per petits furts. També cal remarcar que el context català era diferent al dels Estats Units. A Catalunya a inicis dels anys 20 eren habituals els assassinats de militants de la CNT a causa de la Llei de fugues del governador Severiano Martínez Anido, i la resposta dels pistolers dels grups d'acció de la CNT contra els pistolers del sindicat lliure i els polítics i empresaris que donaven empara als pistolers de la patronal.

## Assassinat i protesta patronal
El 22 de febrer de 1920 dos desconeguts van trucar a casa de l'empresari francès assentat a Sabadell, Théodore Jenny, coopropietari de la fàbrica d'estam Jenny i Turull mentre aquest sopava amb la seva família, i li van dir a la criada que eren treballadors de la seva fàbrica i que volien parlar amb ell, la criada, Pepa Alòs, els va obrir. Els dos individus van entrar a la casa de Théodore amb la cara tapada amb bufandes i van amenaçar amb pistoles a Théodore, a la criada i els seus dos fills, Teodoro de 55 anys i Eugeni de 53, i a la dona d'un d'ells.
Els dos fills de Théodore van llençar cadires contra els assaltants i a un d'aquests li va caure la pistola, l'altre va reaccionar disparant-los i ferint de bala a ambdós. Aquell a qui li havia caigut la pistola va clavar un ganivet al pit a Théodore Jenny i li va provocar la mort. Els agressors van fugir deixant mort a l'empresari i ferits de bala als seus dos fills.
D'aquest atac, mai es va acabar d'aclarir si es va tractar d'un intent de robatori o d'un atemptat com a resposta a les condicions laborals a la fàbrica de Téhodore Jenny, que havia tingut problemes amb els seus treballadors, ja que aquests no acceptaven la imposició dels nous horaris. Es desconeixia que Théodore estigués vinculat amb el pistolerisme patronal, tot i que els seus fills si que eren membres del sometent de Sabadell.
Dilluns 23 de febrer, en senyal de protesta, tancaren tots els espectacles públics. L'endemà, la Federació Patronal va ordenar tancar totes les fàbriques i Théodore va rebre un multitudinari enterrament. Aquell mateix dia es desplaçaren a Sabadell el cap superior de la policia, el general Miguel Arlegui y Bayonés, i el governador civil, Maestre Laborde, col·laborador del pistolerisme patronal. Segons publicà la revista  d'esquerres local, El Poble, Arlegui va dir que es tractava d'acusar dos individus d'extracció social baixa i fàcils d'acusar: «Que más da que sean estos u otros los autores; lo importante es dar escarmiento. La vida de dos desconocidos no tiene la menor importancia para la sociedad».

## Les detencions
Les autoritats van rebre pressions del govern francès, el ser Théodore de nacionalitat francesa, el cònsol francès va visitar personalment la família l'endemà de l'assalt. La policia es va agafar al testimoni d'un noi de 17 anys de Sabadell, anomenat Josep Peris i Sancliment, que es va presentar a comissaria l'endemà de l'atemptat. Peris patia greus problemes psíquics i a causa de la pobresa de la seva família havia sigut acollit de petit a una casa de beneficència regentada per monges.
Peris va oferir a la policia fer de confident per descobrir els autors de l'assassinat a canvi de diners. Un dels policies però, va declarar al judici que va ser l'empresari Francesc Llonch i Cañameras qui va posar en contacte Peris amb la policia i que aquest va apuntar el seu pare i el seu germà com a autors del crim. En una mostra del cúmul d'irregularitats i contradiccions de la instrucció i del procés judicial, el confident es va desdir i va acusar com a autors de l'assassinat a ell mateix, a Victor Sabater Martínez, àlies el Bitxo, de 19 anys, i a Martí Martí i Colomer, àlies Cadirots, de 23 anys, que van ser detinguts el 2 de març. Al primer se li va imputar l'autoria de l'assassinat de Théodor i d'haver ferit els seus dos fills i al segon d'haver fet vigilància al carrer. Després de la detenció dels suposats responsables del crim, la policia va detenir un total de 32 anarcosindicalistes.

## Confessió sota tortures
Victor Sabater i Martí Martí i Colomer van declarar durant el judici que a comissaria els havien obligat a declarar-se culpables mitjançant la tortura i que els van dictar el que havien de declarar. A més, diversos testimonis van declarar que ambdós a l'hora del crim es trobaven al ball que se celebrava a La Mata, però el jutge va rebutjar aquests testimonis. En contra seu va declarar la criada de Théodore, Pepa Alòs, que els va reconèixer com els assaltants al domicili dels Jenny. Van córrer rumors que va ser pressionada perquè declarés reconeixe'ls com a autors de l'assalt, i es fa difícil pensar que es pogués reconèixer si anaven tapats amb bufandes.

## L'autoria de l'assassinat
La patronal des d'un primer moment va assenyalar que el crim havia sigut obra de sindicalistes.
L'historiador sabadellenc Andreu Castells i Peig va recollir diversos testimonis que afirmaven que tot es tractava d'un muntatge policial. Josep Gadea Vilarrubias, de la família carlina dels Vilarrubias, li va dir que l'assassinat havia sigut obra de dos altres germans per «litigis d'herència». L'empresari i secretari local de la Lliga Joan Llonch i Salas li va afirmar que «tothom sabia que el que es deia no era veritat, que no era un crim anarcosindicalista, però tothom callava».
A parer del cenetista Ángel Pestaña Núñez, els assaltants eren delinqüents comuns sense cap connexió amb l'anarcosindicalisme, pel sindicalista sabadellenc Josep Rosas i Vilaseca, els assassins eren uns desertors de l'exèrcit francès que s'havien refugiat a Sabadell, un d'ells es deia Pierre i anava a demanar diners sovint als Jenny, aquest el negar-se a donar-li més l'hauria matat. En canvi, el destacat militant anarcosindicalista sabadellenc Bru Lladó i Roca, així com el també el cenetista, Enric Mampel, van declarar anys després que els autors eren membres d'una comissió obrera que va anar a parlar amb Jenny per temes laborals. Durant la trobada va tenir lloc una forta discussió que hauria acabat amb la mort involuntària de l'empresari.

## Judici i execucions
El judici contra els tres acusats, se celebrà a l'Audiència de Barcelona de l'11 al 13 de juliol de 1921, va estar ple d'irregularitats i el 15 de juliol es va dictar la sentència:
Així tots tres foren condemnats pel delicte d'assassinat consumat. Victor Sabater i Martí Martí a la pena de mort amb garrot vil, i Peris, per l'atenuant de ser menor de 18 anys, a 14 anys i 8 mesos i 1 dia de presó per l'assassinat consumat i 8 anys i 1 dia per intent d'assassinat dels fills de Théodore.
Diversos partits, entitats i sindicats de la ciutat com El Círcol Republicà Federal (CRF) de Sabadell, l'Ajuntament o la FLS-CNT van demanar la commutació de la pena de mort. Lluís Companys i Jover, diputat per Sabadell en aquell moment, i el president de la patronal dels metal·lúrgics Jaume Ninet i Vallhonrat, que més endavant proclamà la Segona República Espanyola a la ciutat, van reunir-se a Madrid amb el president Sánchez Guerra per a intercedir i demanar la commutació de la pena. Fins i tot el president de la Mancomunitat de Catalunya Josep Puig i Cadafalch de la dretana Lliga Regionalista, va intercedir demanant també al president del govern l'indult. Una comissió femenina sabadellenca va reunir 4.500 signatures que van ser lliurades a la filla del governador Martínez Anido. Igual que el president del govern el cap de la policia de Barcelona, Miguel Arlegui, que aplicava la Llei de fugues assassinant als anarcosindicalistes i acusat de patrocinar els Sindicats Lliures contra la CNT, no volia sentir a parlar de l'indult. Tots els esforços van ser en va i el govern va mantenir la condemna a pena de mort.
El 9 de maig, a la una del migdia, els dos joves van ser agarrotats proclamant la seva innocència. Victor Sabater va negar-se a besar el crucifix, es dirigí al botxí Gregorio Mayoral dient-li: «Tiene hijos?». El botxí li contestà afirmativament i Sabater li digué: «Pues los compadezco, porque contigo deben pasarlo muy mal». Sabater tampoc va voler que li cobrissin el cap amb un drap negre. Martí si que va besar el crucifix, com a últim desig abans de ser executat, se li va permetre casar-se amb la seva xicota a la presó, amb qui tenia un nen de 3 anys.
Per l'opinió pública de Sabadell van ser dos caps de turc i del 4 al 6 de maig de 1922 s'organitzà una vaga general en solidaritat amb els condemnats. La patronal buscava trobar uns culpables, realitzar un escarment públic i relaciona-los amb el sindicalisme, en una època on estava augmentant la protesta obrera i la força de la CNT. Es tractava de frenar per tots els mitjans com amb la Llei de fugues, l'organització i les reivindicacions obreres.